# Günter Litfin

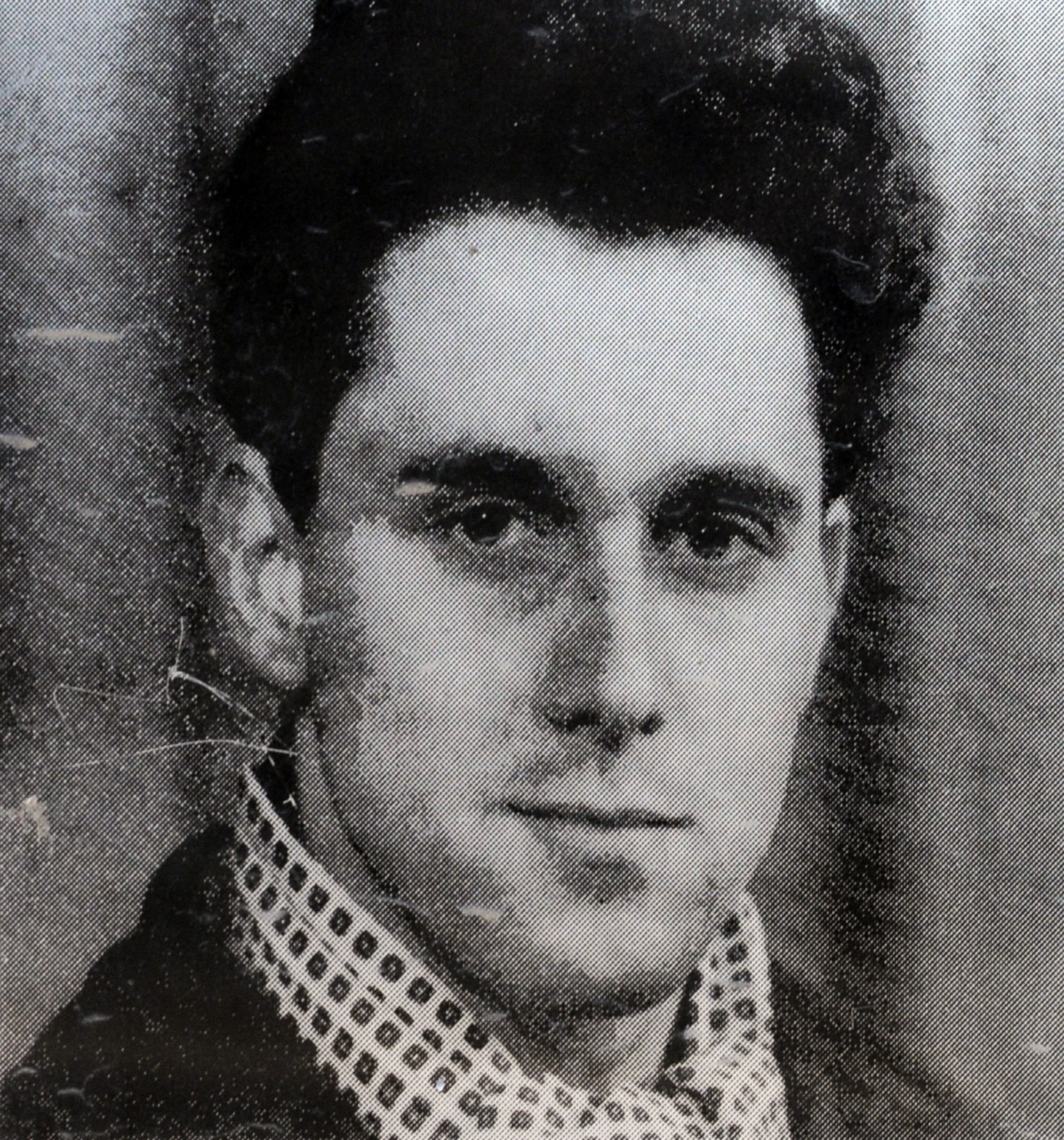
Günter Litfin

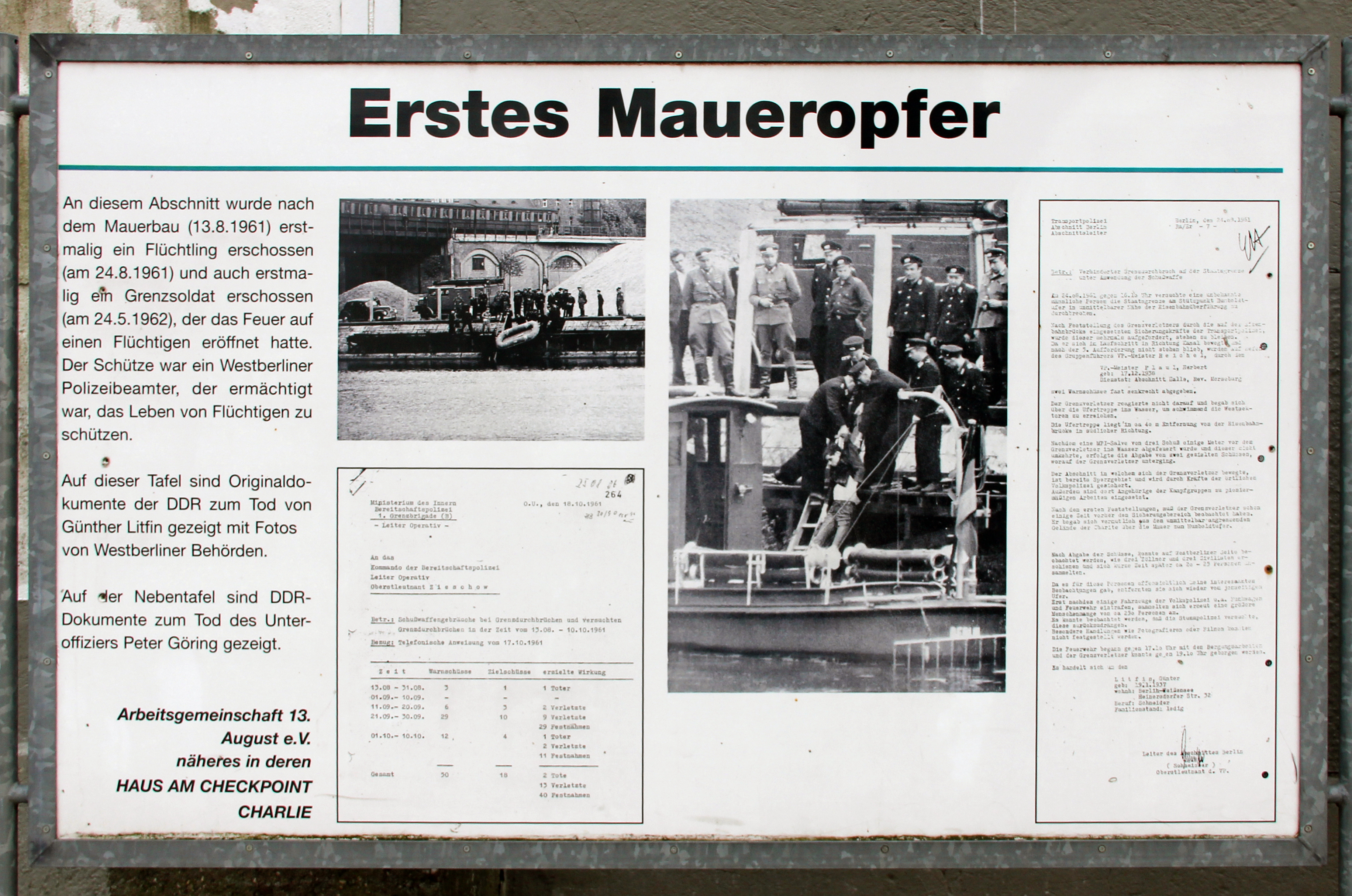
Informationstafel zu den Todesfällen Günter Litfin und Peter Göring auf dem Invalidenfriedhof, Scharnhorststr 32 (Berlin-Mitte)

Günter Litfin (* 19. Januar 1937 in Berlin; † 24. August 1961 ebenda) war der erste DDR-Flüchtling, den Grenzposten der DDR nach Errichtung der Berliner Mauer durch gezielte Schüsse töteten.

## Leben

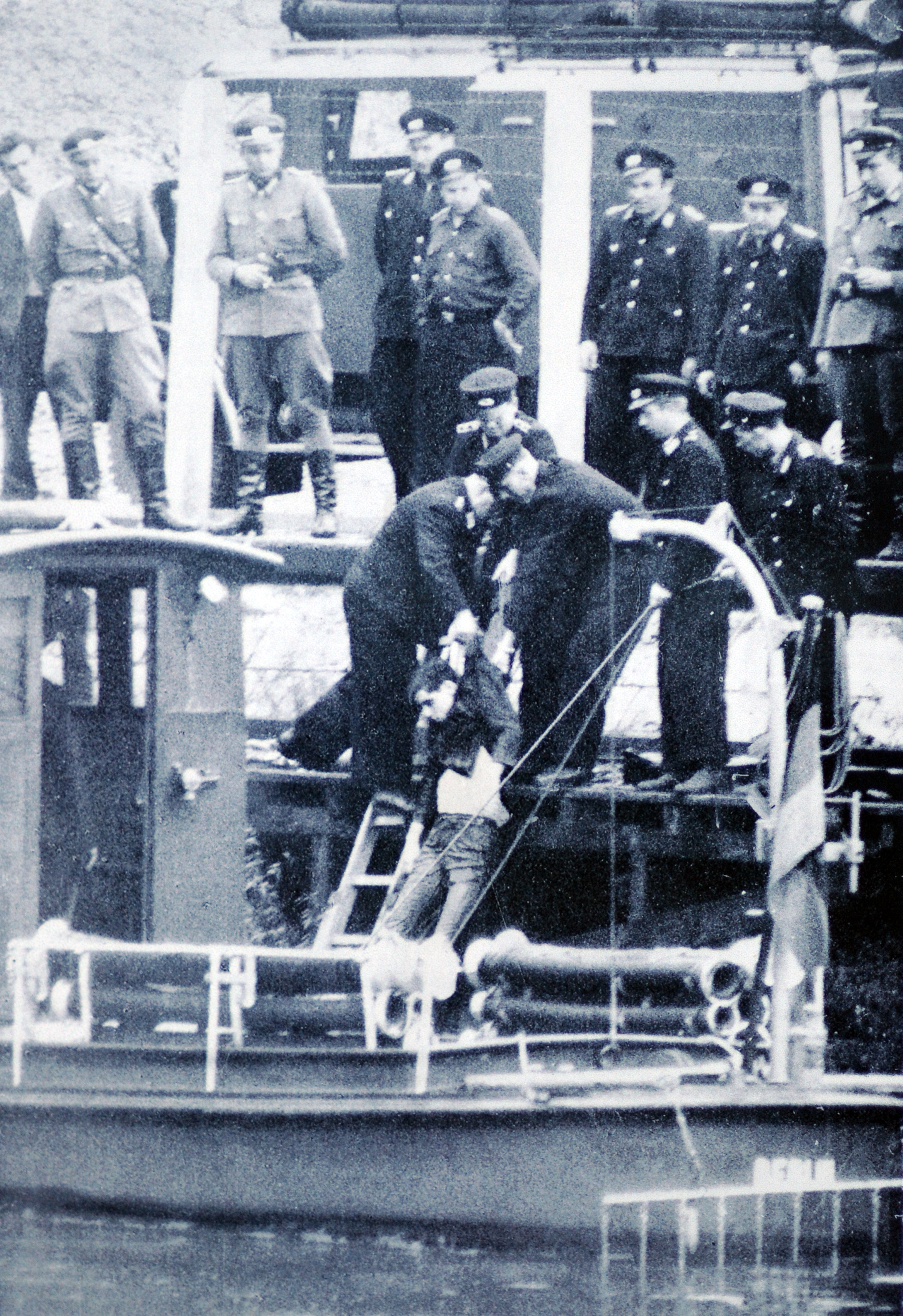
Bergung des toten Litfin aus dem Becken des Humboldthafens durch die Ost-Berliner Feuerwehr am 24. August 1961

Günter Litfin wohnte im Ost-Berliner Stadtbezirk Weißensee und war wie sein Vater, der Fleischermeister Albert Litfin, Mitglied der im Ostteil Berlins illegalen CDU Berlin und als Grenzgänger einer von 80.000 Berlinern, deren Wohnsitz vom Arbeits- oder Ausbildungsort durch die Sektorengrenze getrennt war. Er hatte im West-Berliner Bezirk Charlottenburg das Schneiderhandwerk erlernt. Litfin hatte seine Flucht in den Westen beschlossen und bereits eine Wohnung in Charlottenburg gefunden. Am 12. August 1961 fuhr er zusammen mit seinem Bruder Jürgen nach West-Berlin, um die Wohnung einzurichten. Am folgenden Morgen durchkreuzte der Bau der Berliner Mauer seine Pläne. Daraufhin erkundete Litfin Möglichkeiten, die gesperrte Sektorengrenze zu überwinden.

### Tödlicher Fluchtversuch und seine Folgen
Am 24. August 1961 gegen 16 Uhr überstieg Litfin die westliche Außenmauer der Charité, vermutlich um über die Humboldthafenbrücke zum Lehrter Stadtbahnhof zu gelangen. Gegen 16:15 Uhr entdeckten ihn zwei Transportpolizisten, die auf der Brücke stationiert waren. Sie riefen ihn an und gaben Warnschüsse ab. Litfin lief daraufhin zum südlichen Bereich des Humboldthafens, sprang hinein und schwamm in Richtung des etwa 60 Meter entfernten Westufers, das die Grenze bildete. Jetzt schossen die Transportpolizisten gezielt auf ihn. Ein Schuss traf ihn vor Erreichen des jenseitigen Ufers in den Hinterkopf. Litfin ging tödlich getroffen unter. Erst drei Stunden später konnte die Ost-Berliner Feuerwehr seinen Leichnam bergen. Auf der Westseite verfolgten etwa 300 Augenzeugen das Geschehen.
Die Erschießung Litfins erregte in der Berliner Öffentlichkeit großes Aufsehen. Während die West-Berliner Presse die Empörung widerspiegelte, verunglimpfte das Zentralorgan der Sozialistischen Einheitspartei Deutschlands (SED), Neues Deutschland, und der Chef-Propagandist des DDR-Fernsehens, Karl-Eduard von Schnitzler, Litfin unter dem Titel Ein Denkmal für „Puppe“? als homosexuellen Straftäter, als „kriminelle Gestalt“ und „finsteres Element“.
Am Tag nach der Erschießung nahmen Angehörige des Ministeriums für Staatssicherheit (MfS) Litfins Bruder Jürgen fest, um ihn eine Nacht lang zu verhören, und durchsuchten Litfins Wohnung und die seiner Eltern. Wie die Öffentlichkeit erfuhren auch die Angehörigen die näheren Umstände von Litfins Tod erst aus einem Bericht der Berliner Abendschau vom 26. August 1961. Bei der Trauerfeier auf dem St.-Hedwigs-Friedhof II in der Smetanastraße in Berlin-Weißensee zwang das MfS Angehörige und Gäste, Litfins Tod als „einen tragischen Unfall“ zu bezeichnen.

### Verurteilung der Todesschützen
Nach der Wiedervereinigung Berlins mussten sich die Todesschützen 1997 vor dem Landgericht Berlin in einem Mauerschützenprozess verantworten. Das Gericht verurteilte die Schützen wegen Totschlags in minder schwerem Fall zu einer Freiheitsstrafe von 18 Monaten, die es zur Bewährung aussetzte.

### Gedenken

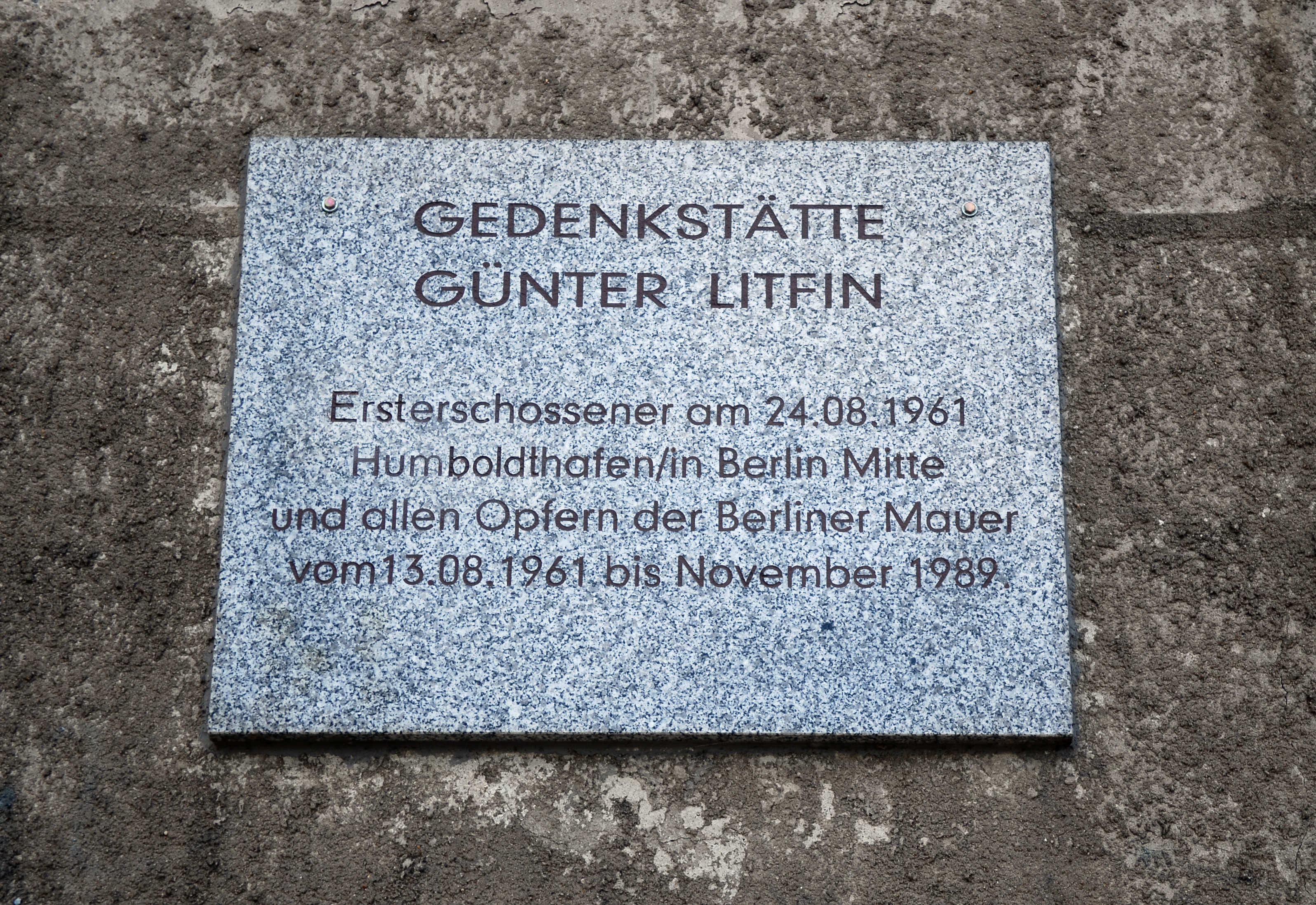
Gedenkstein an der Gedenkstätte Kieler Eck

Am Morgen des 27. August 1961 brachten auf der Westseite des Humboldthafens West-Berliner ein Transparent mit der Aufschrift an: „Und wenn der Ulbricht noch so tobt, Berlin bleibt frei, wird niemals rot“. An die Stelle trat 1962 ein Gedenkstein für Günter Litfin. Auf Initiative Jürgen Litfins befindet sich seit 1992 eine Gedenkstätte zur Erinnerung an Günter Litfin und die anderen Mauertoten im Wachturm der ehemaligen Führungsstelle „Kieler Eck“ am Berlin-Spandauer Schifffahrtskanal. Seit Sommer 2017 ist die Gedenkstätte Günter Litfin Teil der Stiftung Berliner Mauer. Eine der drei Gedenktafeln der Arbeitsgemeinschaft 13. August auf dem nahe gelegenen Invalidenfriedhof ist Litfins Tod gewidmet. In Litfins Heimat-Ortsteil Weißensee erhielt am 24. August 2000 die bisherige Straße 209 seinen Namen. Am Reichstagufer erinnert eines der Weißen Kreuze an Günter Litfin.